# Huber Heights
Huber Heights est une ville située dans les comtés de Montgomery, Miami et Greene, dans l’État de l’Ohio, aux États-Unis. Sa population s’élevait à 38 101 habitants lors du recensement de 2010, estimée à 38 019 habitants en 2016.

## Personnalités liées à la ville
- George Crook
- Kelley Deal
- Kim Deal
- Kofi Sarkodie

## Jumelages
- Rheinsberg (Allemagne)
- Douvres, en Angleterre (Royaume-Uni)

## Source
- (en) Cet article est partiellement ou en totalité issu de l’article de Wikipédia en anglais intitulé « Huber Heights, Ohio » (voir la liste des auteurs).